# Monlet
Monlet – miejscowość i gmina we Francji, w regionie Owernia-Rodan-Alpy, w departamencie Górna Loara.
Według danych na rok 1990 gminę zamieszkiwało 399 osób, a gęstość zaludnienia wynosiła 11 osób/km² (wśród 1310 gmin Owernii Monlet plasuje się na 470. miejscu pod względem liczby ludności, natomiast pod względem powierzchni na miejscu 123.).